# ستيفن كوكس
ستيفن كوكس (بالإنجليزية: Stephen Cox) هو دراج نيوزلندي، ولد في 6 يناير 1956 في وانجانوي في نيوزيلندا.

## وصلات خارجية
- ستيفن كوكس على موقع أرشيف الدراجات (الإنجليزية)
- ستيفن كوكس على موقع إحصائيات الدراجات الإحترافية (الإنجليزية)
- ستيفن كوكس على موقع أوليمبيديا (الإنجليزية)